# Żyrmunty

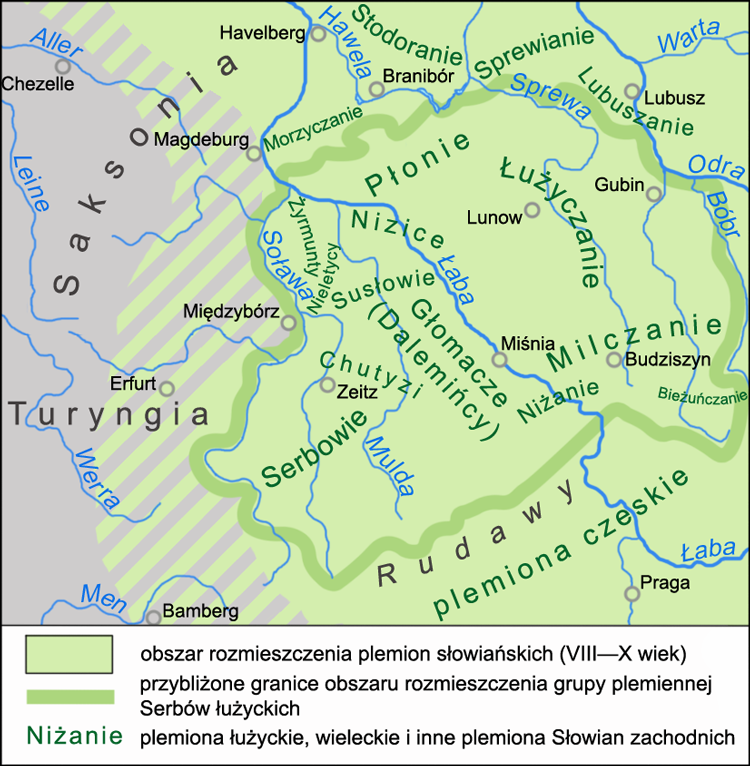
Związek plemion serbskich w okresie od VIII do X wieku

Żyrmunty, Żermunty, Żyrmuntowie – plemię słowiańskie zamieszkujące dorzecze rzeki Soławy, dopływu Łaby.
Sąsiadywało z innymi małymi plemionami słowiańskimi: Chudzice, Nieletycy, Nudzice, Koledzice, Żytyce. Wszystkie te plemiona w X wieku znalazły się pod wpływami niemieckimi. Nie zawsze stosunki z państwem niemieckim układały się właściwie, rejon był bardzo niespokojny i ostatecznie plemiona te i ich tereny zostały wchłonięte przez cesarstwo niemieckie.